# Prinzip der minimalen Strukturänderung
Das Prinzip der minimalen Strukturänderung ist ein vom amerikanischen Chemiker Jack Hine 1977 entwickeltes Prinzip, mit dessen Hilfe der Verlauf von Reaktionen vorhergesagt werden kann. Es besagt, dass diejenige Reaktion bevorzugt abläuft, die die wenigsten Änderungen von Atompositionen und Elektronenkonfigurationen benötigt. So lässt sich mit dem Prinzip der minimalen Strukturänderung vorhersagen, warum bei der Birch-Reduktion von aromatischen Verbindungen 1,4-Diene und nicht 1,3-Diene entstehen:
Im englischen Original heißt dieses The Principle of Least Nuclear Motion. Sie wurde von Michael L. Sinnott weiterentwickelt. Unter dem gleichen Namen wurde bereits 1934 von Walter Hückel ein eng verwandtes Konzept vorgestellt.